# Аугустинайтис, Арунас
Ару́нас Аугустина́йтис (лит. Arūnas Augustinaitis), 7 июня 1958, Каунас) — литовский теоретик коммуникации, доктор социальных наук.

## Биография
Арунас Аугустинайтис родился в Каунасе, Литва 7 июня 1958 года. В 1981 году окончил исторический факультет Вильнюсского университета. В 1986 году защитил диссертацию на соискание учёной степени кандидата педагогических наук. В 1989 и 2000 года проходил интернатуру в Берлине, в 1995 году Лунде, в 1996 году в Ганновере, в 1997 году в Лестере, в 1998 году в Девентере.
В 1981—1982 года работал в технической библиотеке Литвы. В 1982—2002 годах на научной и на преподавательской работе в Вильнюсском университете. Руководил кафедрой Коммуникации и теории информации с 1991 года по 2001 год. Начиная с 2002 года преподавал в Университете Миколаса Ромеря. В 2002—2005 годы директор Института управления общества знаний, с 2008 года заведующий кафедрой Международного бизнеса в Международной школе бизнеса. С 2005 года профессор.
С 2012 года ректор Университета Казимира Семеновича.

## Научная деятельность
Основные направления научной работы: обществознание, экономика и управление, электронное правительство, политические коммуникации, библиотековедения и теории коммуникации.